# Groupe aéronaval
Die Groupe aéronaval oder GAN ist ein Großverband der französischen Marine. Die GAN besteht aus dem Flugzeugträger Charles de Gaulle, weiteren Begleitschiffen und einer Groupe Aérien Embarqué, den Marinefliegern. Zur Zeit bestehen die Begleitschiffe aus einer Fregatte für die U-Jagd, einer Fregatte für die Flugabwehr, einem Nuklearuboot und einem Versorgungsschiff. Die Zusammensetzung kann sich auch ändern, jedoch muss immer ein Versorgungsschiff in der GAN sein.
Geleitet wird der Verband von einem Konteradmiral. Um das Jahr 2016 leitete Olivier Lebas die GAN, 2021 von Marc Aussedat. Konteradmiral Christophe Cluzel leitete die GAN in den Jahren 2021 und 2022. Im Jahr 2024 war der Konteradmiral Jacques Mallard Kommandeur.
Damit der Stab mit dem U-Boot kommunizieren kann, sind Spezialisten von der U-Boot-Truppe in den Stab der GAN integriert. U-Boote können mit den U-Jagd-Fregatten andere U-Boote jagen.

## Auftrag
Die Groupe Aéronaval kann verschiedene Aufträge erhalten. Folgende Aufträge werden der GAN erteilt:
- Attackieren von Bodenzielen
- Schutz Amphibischer Landungsoperation
- Schutz des internationalen Handels
- Luftüberlegenheit in einem Krisengebiet herstellen, zusammen mit landgestützten Verbänden
- Schiffsbekämfpung sicherstellen
- Teilnahme an der Aufklärung
- Teilnahme an der Nuklearen Abschreckung

## Geschichte
Die GAN war an diversen Missionen oder Manövern beteiligt. Erste Einsätze hatte diese Gruppe in den 1990er Jahren. Sie beteiligte sich 1999 an der Opération Trident. Damals bestand die GAN aus dem Flugzeugträger Foch, den Anti-Luft-Fregatten Cassard und Jean Bart, dem U-Boot-Jäger Montcalm zusammen mit der HMS Somerset und der HMS Grafton sowie den Atom-Ubooten Améthyste, Émeraude und Saphir und dem Versorgungsschiff Meuse. Die zugehörige Groupe aérien embarqué bestand aus 18 Dassault Super-Étendard, 4 Étendard IVP, 6 Crusader, 6 Breguet Br.1050 Alizé und 6 Hubschraubern. Die GAN diente ab dem 26. Januar 1999 für 128 Tage dieser Operation. Sie lief am 3. Juni 1999 in Triest wieder in den Hafen. Eine für 1999 vorgesehene Verlegung der GAN in den Indischen Ozean wurde abgesagt.
2011 nahm die GAN an der Opération Harmattan teil, dem französischen Beitrag zum internationalen Militäreinsatz in Libyen. Durch die GAN konnte die Flugzeit gegenüber dem ausschließlichen Einsatz landgestützter Basen um den Faktor 3 bis 5 verringert werden. Die Flugzeuge der GAN machten etwa 10 % der Einsätze der Koalition aus.
2016 war die GAN mit dem amerikanischen Flugzeugträger Dwight D. Eisenhower und seiner Carrier Strike Group unterwegs. Ebenfalls 2016 war die GAN beteiligt an der Combined Task Force 473 (CTF&nbps;473) zusammen unter anderem mit dem US-Zerstörer Ross im Mittelmeer. Für die Beteiligung erhielt der Verband von Admiral John M. Richardson die Meritorious Unit Award. Teil der GAN während 2016 war auch die deutsche Fregatte Augsburg, weiterhin die französischen Fregatten Chevalier Paul, La Motte-Picquet und die belgische Fregatte Léopold I. Am 14. November 2016 hatte die Augsburg den Verband wieder verlassen. Geleitet wurde die GAN in dieser Zeit von Konteradmiral Olivier Lebas, welcher auch gleichzeitig die CTF 473 leitete.
2019 führte die GAN eine Operation im Roten Meer zusammen mit dem amerikanischen Flugzeugträger John C. Stennis durch. Während dieses Manövers wurde der Verband von der französischen Fregatte Forbin und der dänischen Fregatte Niels Juel begleitet. Im Jahr 2020 war die GAN an der gegen die Terrororganisation ISIS gerichteten Operation Chammal beteiligt. Bei dieser Operation war die Ross wiederum Teil der GAN. Auch im Jahr 2020 kooperierte die GAN mit der Dwight D. Eisenhower und ihrer Carrier Strike Group im Mittelmeer. Im März 2021 lief die GAN mit den Fregatten Auvergne, Provence, Chevalier Paul der französischen Marine und der belgischen Versorgungsfregatte Leopold I, der griechischen Fregatte Kanaris, dem amerikanischen Zerstörer Donald Cook und dem ebenfalls amerikanischen U-Boot San Juan zu dem Manöver Dynamic Manta aus. Im Jahr 2021 nahm die GAN mit der Charles de Gaulle und unter der Leitung von Konteradmiral Christophe Cluzel an dem Manöver Polaris 21 teil. Zur GAN gehörten noch die französische Fregatten Alsace und Provence (mit einem NH90), die spanische Méndez Núñez (F-104), die USS Porter, die italienische Carlo Bergamini (F590) und die griechische Adrias.
Die Charles de Gaulle hatte 20 Rafale M der Flottille 12F und Flottille 17F, zwei E2-C Hawkeye der Flottille 4F, einen NH90 NFH Caiman der Flottille 31F und einen Dolphin der Flottille 35F. Zusätzlich war noch ein Seeaufklärungsflugzeug Boeing P-8A der US Navy der GAN angegliedert.
Im Frühjahr 2022 nahm die GAN an dem Manöver Clemenceau 22 teil. Die GAN wurde für dieses Manöver von Konteradmiral Christophe Cluzel geleitet. Bei dem Manöver wurde die Interoperabilität mit anderen Nationen geübt. Anschließend fuhr die GAN in das östliche Mittelmeer, um Operationen gegen den „Islamischen Staat“ durchzuführen. Am 15. November lief die GAN zur Mission Antares aus. Die französische Marine hatte nicht veröffentlicht, welche Schiffe außer der Charles de Gaulle der GAN bei diesem Einsatz angehörten. Shipspotter identifizierten folgende Schiffe als Teil der GAN: Roosevelt der US Navy, Adrias der griechischen Marine, Virginio Fasan der italienischen Marine und die Alsace. Vermutet wurde, dass auch das U-Boot Suffren Teil der GAN war. Später veröffentlichte die französische Marine einen Pressebericht, dem zufolge die Fregatte Forbin Teil der GAN war. Vom 16. bis 20. Januar 2023 war die GAN am Manöver Varuna 2023 beteiligt, welches mit Indien im Indischen Ozean stattfand. Im Jahr 2023 nahm die GAN am Manöver Orion 23 teil. Es war der letzte Teil der Antares-Mission.
Am 22. April 2024 lief die GAN für das Manöver Akila aus, zusammen mit dem neuen Versorgungsschiff Jacques Chevallier. Dabei wurde sie für sechs Wochen den Naval Striking and Support Forces NATO unterstellt. Ihr wurden zusätzlich Schiffe aus den USA, Spanien, Griechenland, Italien und Portugal zugeteilt. Welche französischen Schiffe beteiligt waren, wurde nicht veröffentlicht, und ihre Schiffsnummern wurden zur Tarnung übermalt.
Am 28. November 2024 startete die GAN zu dem Manöver Clemenceau 25, welches in mehrere Teilmanöver unterteilt ist. Teil der GAN war wiederum die Jacques Chevalier. Weiter waren drei Fregatten und ein Atom-Uboot Teil der GAN. Zunächst nahm man an einem Manöver im Mittelmeer teil, mit dem Flugzeugträger USS Harry S. Truman, und fuhr weiter in den Indischen Ozean. Etwa Mitte Januar erreichte die GAN den Pazifik. Vom 16. bis 24. Januar 2025 nahm die GAN am Manöver La Perouse 2025 teil, welches in Südostasien stattfand. Drei Rafales der GAN nahmen währenddessen am Manöver Rastaban 25 im australischen Darwin teil und waren damit etwa 2000 km vom Flugzeugträger entfernt.

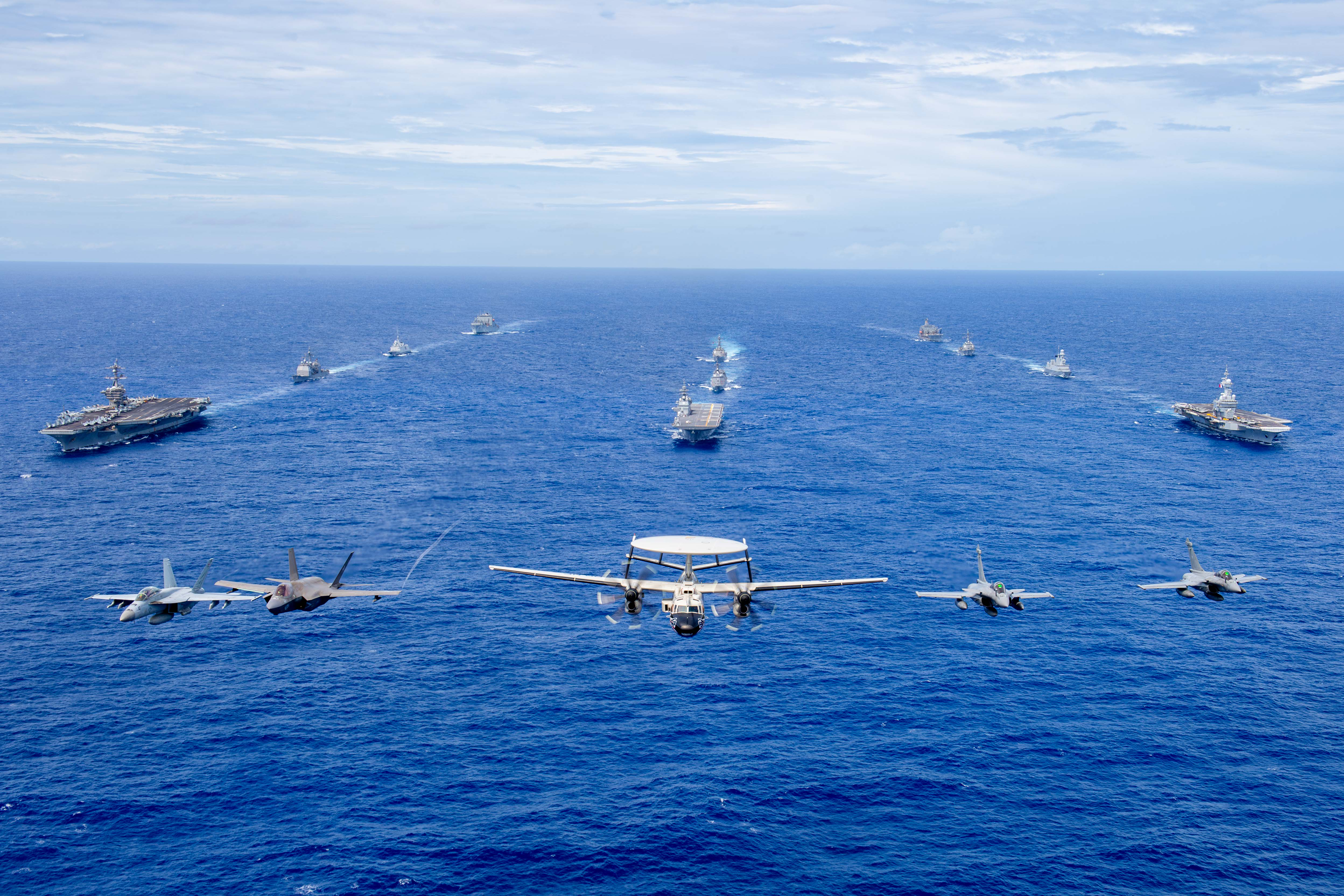
Flugzeuge der Carrier Strike Group 1 und Flugzeuge der GAE fliegend im Vordergrund während Schiffe der Carrier Strike Group 1 und der GAN, sowie Schiffe der Japanischen Maritimen Selbstverteidigungsstreitkräften während des Manövers Pacific Stellar 2025 im Hintergrund fahren

Vom 7. bis zum 18. Februar nahm die GAN am Manöver Pacific Stellar 2025 teil. Dabei übte man mit den amerikanischen und japanischen Verbündeten die Schiffsbekämpfung, die Flugzeugbekämpfung und die U-Bootbekämpfung. Das Manöver, welches in der Philipinischen See stattfand, wurde zusammen mit der Carrier Strike Group 1, um den Flugzeugträger USS Carl Vinson, und der japanischen Kaga durchgeführt. Am 27. Februar 2025 führte die GAN zusammen mit den Streitkräften der Philippinen ein Manöver durch. Während dieses Manövers besuchte eine Fregatte zusammem mit der Jacques Chevallier die japanische Insel Okinawa. Ein weiteres Manöver wurde am 3. März mit Singapur durchgeführt. Die Charles de Gaulle war vom 4. bis zum 10. März auf einem Zwischenstopp in Singapur. Am 9. März übte ein Teil der GAN zusammen mit Malaysia. Der GAN wurden Fregatten aus Marokko, Italien, Griechenland und den Vereinigten Staaten zugeteilt. Von Italien sollte die Virgino Fasan teilnehmen.
Vom 19. bis 22. März 2025 wurde das Manöver Varuna 2025 zusammen mit Indien abgehalten. Indien nahm mit seiner eigenen Flugzeugträgerkampfgruppe um den Träger Vikrant teil. Am 20. März integrierte es den Zerstörer INS Visakhapatnam in die GAN.
Im Rahmen von Clemenceau 25 lief die GAN vom 29. März bis 2. April Dschibuti an. Dabei besuchte die französische Botschafterin Dana Purcarescu zumammen mit dem Brigadegeneral Sébastien Vallette, COMFOR FFDj, und dem dschibutischen Forschungs- und Hochschulminister Nabil Mohamed Ahmed die Gruppe. An einem zweiten Tag wurde die Charles de Gaulle von der Botschafterin, dem Kommandananten, dieses Mal zusammen mit dem Präsidenten des Verfassungerichts Dschibutis Djama Souleiman Ali und dem Präsidenten des Verfassungsrats Abdi Ismael Hersi und weiteren dschibutischen Zivilpersonen besucht.
Nach Clemenceau 25 erwähnte Nicolas Vaujour, der Chef d’état-major de la Marine, bei einer Senatsanhörung am 21. Mai 2025, dass man einer chinesischen Flugzeugträgerkampfgruppe begegnet sei. Vermutlich handelte es sich dabei um die Trägergruppe um den Flugzeugträger Shandong (die Einheit 91910), stationiert am Marinestützpunkt Yulin in der Provinz Hainan. Der chinesische Flugzeugträger wurde auf Satellitenaufnahmen vom 21. Februar gesichtet. Am 25. Februar war das Schiff nicht mehr im Hafen, aber wurde am 2. März wieder am Hafen gesichtet.